# جزیره پالماریا
جزیره پالماریا (به ایتالیایی: Palmaria) یکی از جزیره‌های کشور ایتالیا در دریای لیگوریا است که در غربی‌ترین نقطهٔ خلیج لا اسپزیا قرار دارد. این جزیره با مساحتی ۱٬۶ کیلومتر مربعی، بزرگترین جزیره از مجمع‌الجزایر سه‌گانهٔ پالماریا، تینو و تینتو است. این جزیره‌ها که در فاصلهٔ نزدیکی از یکدیگر قرار دارند از قسمت پورتو ونره در سرزمین اصلی به سمت جنوب پیش‌رفته‌اند. تینو و جزیرهٔ کوچکتر تینتو در جنوب پالماریا قرار دارند.
در سال ۱۹۹۷ این سه جزیره همراه با پورتو ونره و چینکوئه تره در فهرست میراث جهانی یونسکو جای گرفتند.

## نگارخانه

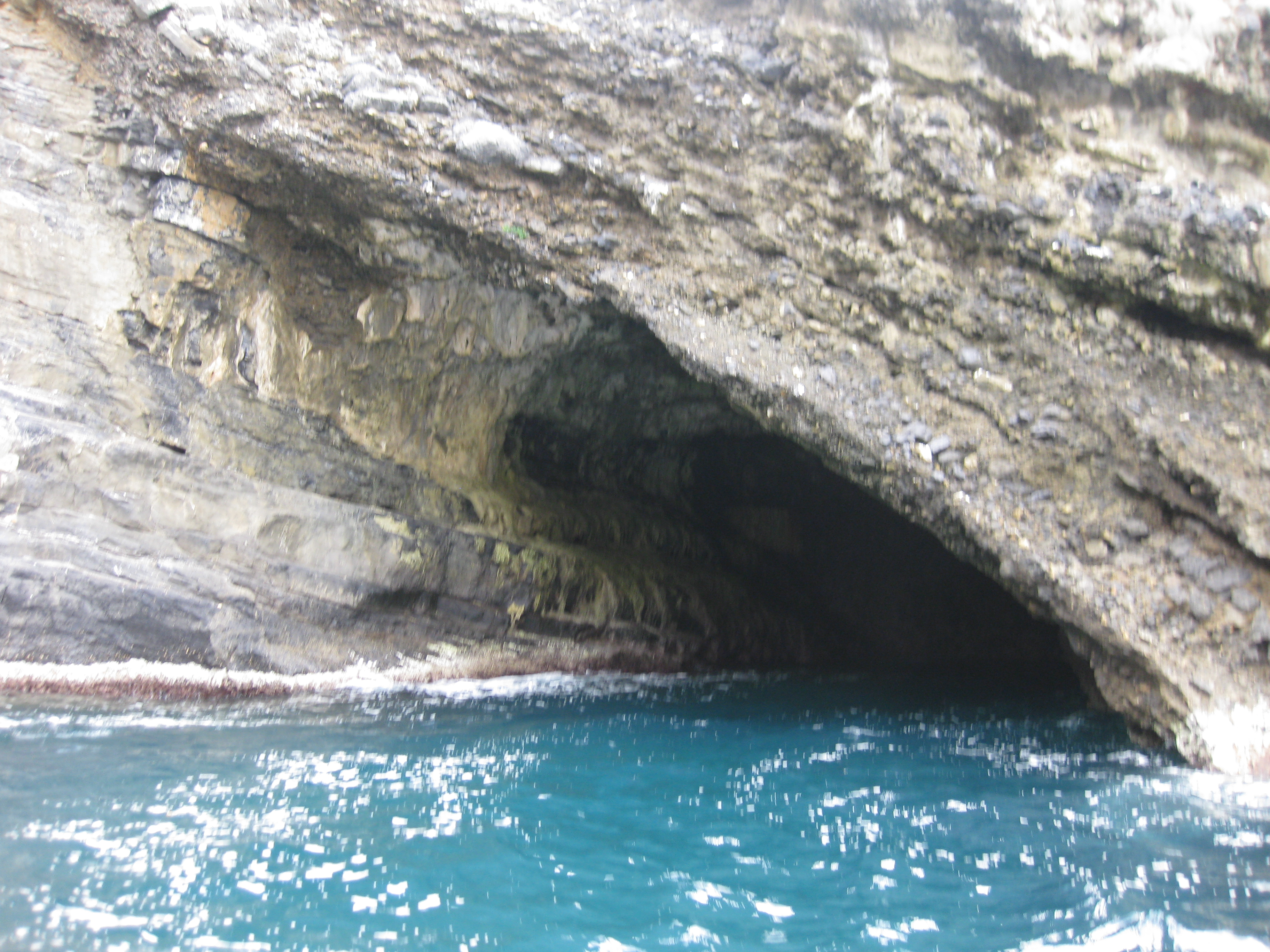
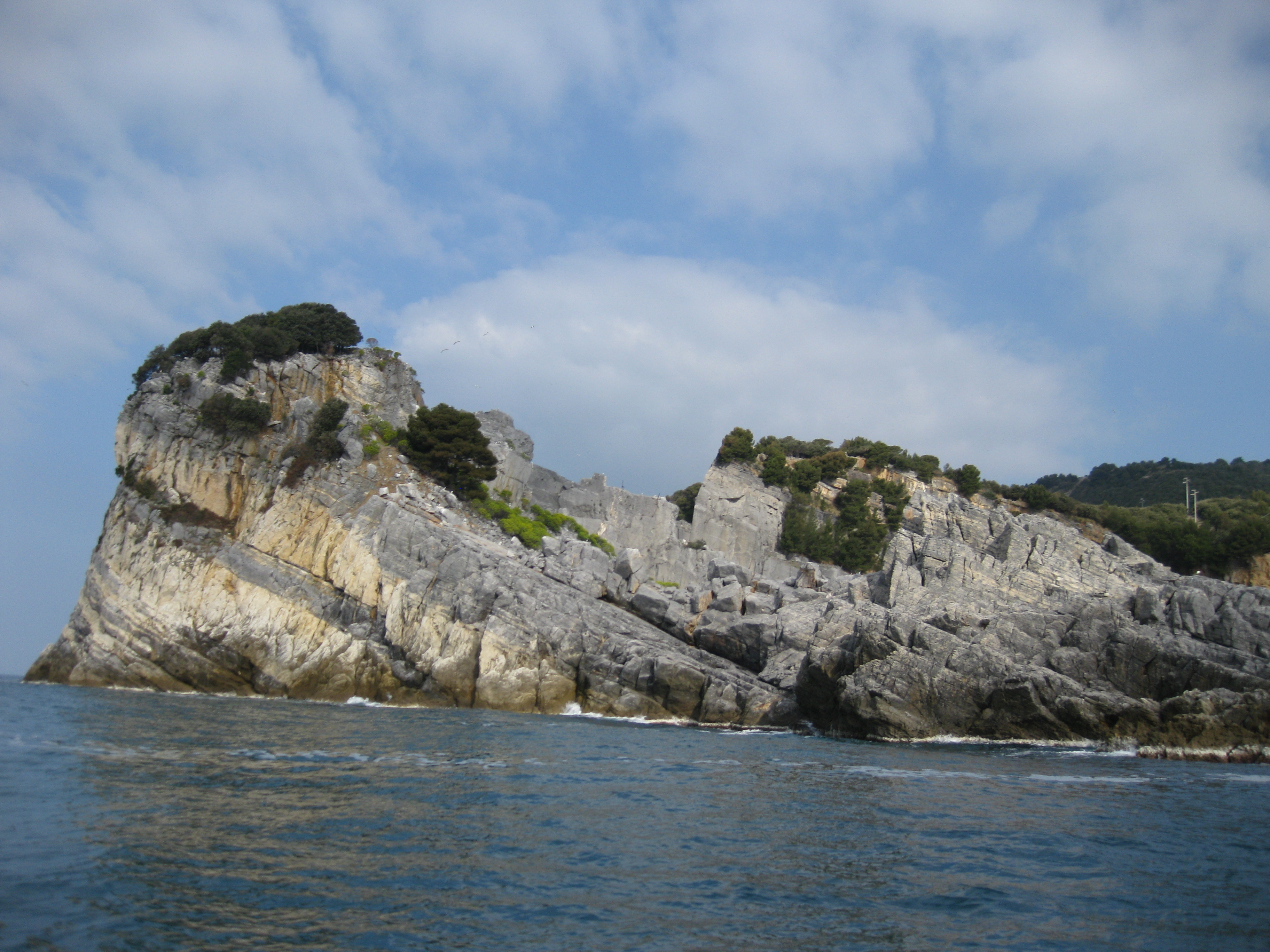
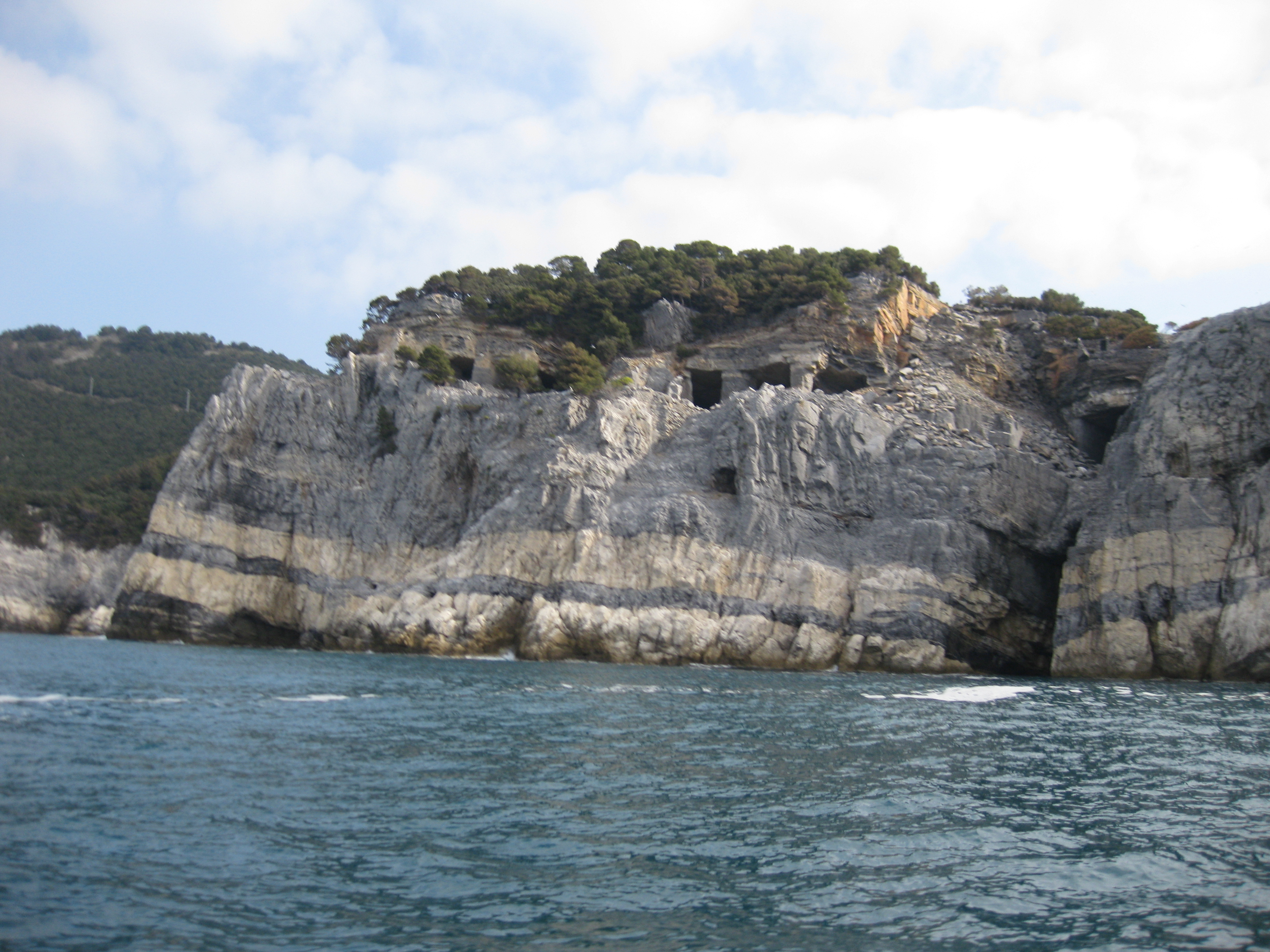
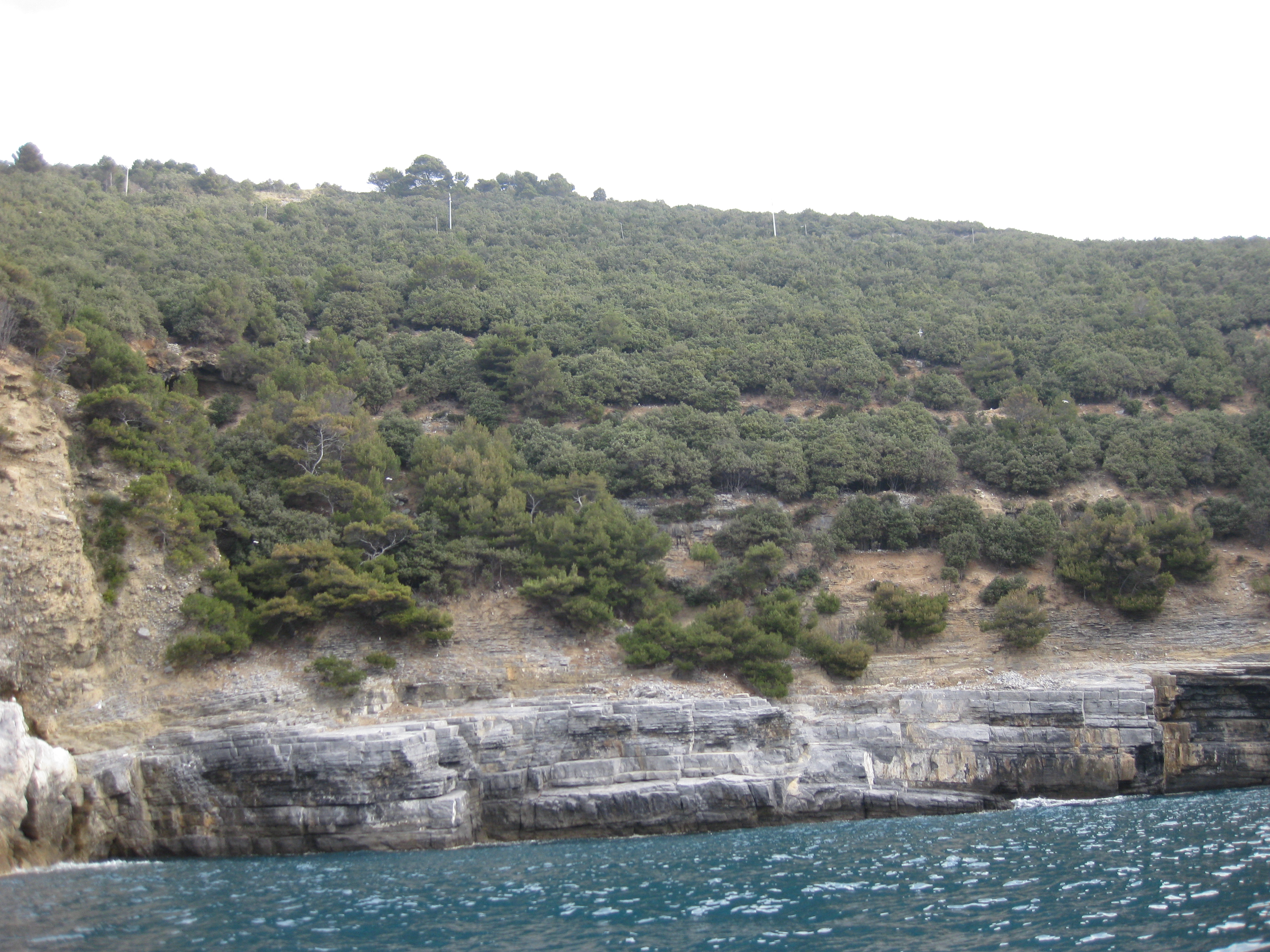